# 准噶尔矢车菊
准噶尔矢车菊（学名：Centaurea dschungarica）是菊科矢车菊属的植物，为中国的特有植物。分布于中国大陆的新疆等地，生长于海拔1,600米至2,000米的地区，多生长在山坡，目前已由人工引种栽培。